# Alekséi Titarenko
Alekséi (Alexey, Alexis, Alexei) Víktorovich Titarenko (en ruso: Алексей Викторович Титаренко) es un fotógrafo y artista  estadounidense nacido en Leningrado, actual San Petersburgo, el 25 de noviembre de 1962, cuya obra más representativa se caracteriza por estar realizada en blanco y negro con exposiciones muy lentas, creando una mancha en la fotografía por el continuo ajetreo de gente en las ciudades. Hoy, trabaja y vive en Nueva York.

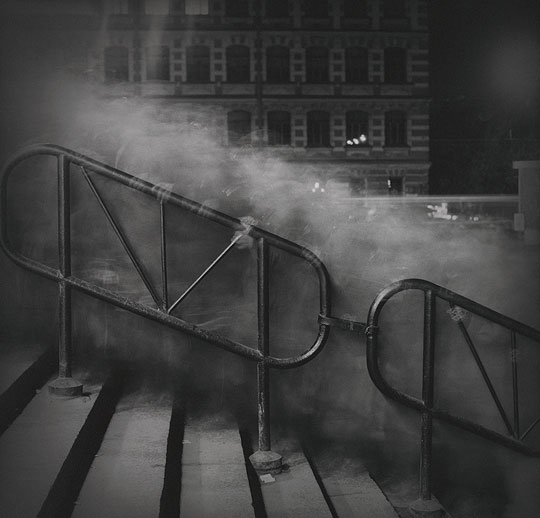
Alexey Titarenko. San Petersburgo, 1992, de la serie "La Ciudad de las Sombras"

## Biografía
Alekséi Titarenko se inició en la fotografía siendo niño, con unos 8 años. Con 15 años, se convirtió en miembro del conocido club Zerkalo (Espejo) de Leningrado, donde tuvo su primera exposición individual en 1978. 
Realizó un master en Bellas Artes en el Departamento de Arte Cinematográfico y Fotográfico del Instituto de Cultura de Leningrado en 1983. Como su fotografía no tenía ninguna relación con la propaganda oficial soviética, la oportunidad de declararse públicamente como artista se produjo solo en el fragor de la Perestroika en 1989, con su expositión Nomenklatura de Signos (una serie de collages, fotomontajes y superposiciones de varios negativos visualizando la idea de que el régimen comunista era un sistema opresivo que convertía a los ciudadanos en meros signos) dentro de la exposición Photostroyka de la nueva fotografía rusa en los EE. UU.
Durante y después de la caída de la Unión Soviética en 1991-1992 produjo varias series de fotografías acerca de la condición humana de las personas comunes que viven en su territorio y el sufrimiento que han soportado entonces y durante todo el siglo XX. Para ilustrar los vínculos entre el presente y el pasado, creó metáforas poderosas mediante la introducción de una larga exposición y el movimiento de la cámara intencional en la fotografía de calle. Especialmente la forma en que utiliza la exposición a largo, muchas fuentes señalan como su más importante innovación. John Bailey en su ensayo sobre Garry Winogrand y Alekséi Titarenko mencionó que "Uno de los obstáculos era tener una exposición de sí mismo y la reacción de las personas a lo incluido en la imagen." 
La serie más conocida de este período es Ciudad de las Sombras, que los paisajes urbanos reiterar La monumental escalera de Odessa (también conocido como el Primorski o Escalera Potemkin) escena de la película de Serguéi Eisenstein El acorazado Potemkin. Inspirado por la música de Dmitri Shostakóvich y las novelas de Fiódor Dostoievski, también tradujo la visión de Dostoievski del alma rusa en ocasiones poéticas imágenes, a veces dramáticos de su ciudad natal, San Petersburgo.

## Monografías
- "Alexei Titarenko." Galerie Municipale de Château d'Eau, Toulouse, France, 2000, ISBN 2-913241-20-4
- "City of Shadows." Art-Tema, Saint Petersburg, Russia,  2001, ISBN 5-94258-005-7
- "Alexey Titarenko, photographs." Nailya Alexander, Washington D.C., USA, 2003, ISBN 0-9743991-0-8
- "Alexey Titarenko: The City is a Novel", Damiani, 2015, ISBN 978-88-6208-414-7